# Leonardo López Luján
Leonardo López Luján est un archéologue et historien mexicain, spécialiste des civilisations précolombiennes de Mésoamérique, né à Mexico le 31 mars 1964. 

## Biographie
Leonardo López Luján est le fils du célèbre historien mexicain Alfredo López Austin.

### Formation universitaire
Leonardo López Luján a réalisé le début de ses études supérieures entre 1983 et 1987 à l'École nationale d'anthropologie et d'histoire de Mexico (ENAH), où il a obtenu une licence en archéologie en écrivant une thèse sur le Templo Mayor de Mexico-Tenochtitlan sous la direction d'Eduardo Matos Moctezuma. Il a ensuite étudié à l'université Paris-Nanterre, où il a obtenu en 1998 un doctorat en ethnologie et sociologie comparative, option préhistoire, en rédigeant une thèse sur la religion et la politique mexicas intitulée Anthropologie religieuse du Templo Mayor, Mexico : la Maison des aigles, sous la direction de Pierre Becquelin.

### Collaborations
Leonardo López Luján est membre depuis 1980 du projet Templo Mayor et du projet Pyramide de la Lune depuis 2002. Il a été chercheur invité de l'université de Princeton (en 1995), de Dumbarton Oaks (université Harvard) (en 2005-2006) et du musée de l'Homme de Paris. Il a été professeur invité à l'université Panthéon-Sorbonne (en 2000), à l'université La Sapienza de Rome (2004 et 2016) et à l'École pratique des hautes études (en 2011). Il est actuellement professeur et directeur d'études à l'INAH de Mexico, et a pris la succession d'Eduardo Matos Moctezuma à la direction du projet Templo Mayor en 1991.

## Livres et ouvrages collectifs coordonnés
- La recuperación mexica del pasado teotihuacano, 1989.
- Atlas histórico de Mesoamérica, ouvrage collectif coordonné avec Linda Manzanilla, 1989.
- Nómadas y sedentarios. El pasado prehispánico de Zacatecas, 1989.
- Las ofrendas del Templo Mayor de Tenochtitlan, 1993.
- Xochicalco y Tula, avec Robert H. Cobean et Alba Guadalupe Mastache, 1995.
- El pasado indígena, avec Alfredo López Austin, 1996.
- Mito y realidad de Zuyuá. Serpiente Emplumada y las transformaciones mesoamericanas del Clásico al Posclásico, avec Alfredo López Austin, 1999.
- Viaje al mercado de México, 2000.
- La Casa de las Águilas: reconstrucción de un pasado, ouvrage collectif coordonné avec Luis Barba, 2000.
- Historia antigua de México, 4 volumes, ouvrage collectif coordonné avec Linda Manzanilla, 2000-2001.
- Aztèques : sculptures du Musée du Quai Branly, avec Marie-France Fauvet-Berthelot, 2005.
- La Casa de las Águilas. Un ejemplo de la arquitectura religiosa en Tenochtitlan, 2 volumes, 2006.
- Tenochtitlan. Digging for the past, avec Judy Levin, 2006.
- Gli Aztechi tra passato e presente, ouvrage collectif coordonné avec Alessandro Lupo et Luisa Migliorati, 2006.
- Arqueología e historia del Centro de México. Homenaje a Eduardo Matos Moctezuma, ouvrage collectif coordonné avec Davíd Carrasco et Lourdes Cué, 2006.
- Sacrificios de consagración en la Pirámide de la Luna, ouvrage collectif coordonné avec Saburo Sugiyama, 2006.
- Breaking Through Mexico's Past, avec Davíd Carrasco et Eduardo Matos Moctezuma, 2007.
- Monte Sagrado. Templo Mayor: el cerro y la pirámide en la tradición religiosa mesoamericana, avec Alfredo López Austin, 2009.
- Escultura monumental mexica, avec Eduardo Matos Moctezuma, 2009.
- Moctezuma: Aztec Ruler, ouvrage collectif coordonné avec Colin McEwan, 2009.
- The Art of Urbanism: How Mesoamerican Kingdoms Represented Themselves in Architecture and Imagery, ouvrage collectif coordonné avec William L. Fash, 2009.
- El sacrificio humano en la tradición religiosa mesoamericana, ouvrage collectif coordonné avec Guilhem Olivier, 2010.
- Tlaltecuhtli, 2010.
- Humo aromático para los dioses: una ofrenda de sahumadores al pie del Templo Mayor de Tenochtitlan, ouvrage collectif coordonné, 2012.
- El capitán Guillermo Dupaix y su álbum arqueológico de 1794, 2015.
- El oro en Mesoamérica, numéro spécial collectif d'Arqueología Mexicana, revue coordonnée, 2017.
- Nuestra sangre, nuestro color: la escultura polícroma de Tenochtitlan, 2017.
- Arqueología de la arqueología: ensayos sobre los orígenes de la disciplina en México, 2017.
- Pretérito pluscuamperfecto: visiones mesoamericanas de los vestigios arqueológicos, 2019.
- Al pie del Templo Mayor de Tenochtitlan: estudios en honor de Eduardo Matos Moctezuma, 2 volumes, ouvrage collectif coordonné avec Ximena Chávez Balderas, 2019.
- Los primeros pasos de un largo trayecto: la ilustración de tema arqueológico en la Nueva España del siglo XVIII, 2019.
- El ídolo sin pies ni cabeza: la Coatlicue a finales del México virreinal, 2020.
- El pasado imaginado: arqueología y artes plásticas en México (1440-1821), 2021.
- Los muertos viven, los vivos matan: Mictlantecuhtli y el Templo Mayor de Tenochtitlan, 2021.
- La arqueología ilustrada americana: la universalidad de una disciplina, ouvrage collectif coordonné avec Jorge Maier Allende, 2021.
- Eduardo Matos Moctezuma: ochenta años, ouvrage collectif coordonné, 2021.
- Los animales y el recinto sagrado de Tenochtitlan, ouvrage collectif coordonné avec Eduardo Matos Moctezuma, 2022.
- Ancient Mexico: Maya, Aztec, and Teotihuacan, avec Saburo Sugiyama et Takeshi Inomata, 2023.
- Mexica: Des dons et des dieux au Templo Mayor, ouvrage collectif coordonné avec Fabienne de Pierrebourg et Steve Bourget, 2024.
- Arqueología mexicana: sus orígenes y proyecciones, avec Eduardo Matos Moctezuma, 2024.
- Mexico-Tenochtitlan: Dynamism at the Center of the World, ouvrage collectif coordonné avec Barbara E. Mundy et Elizabeth Hill Boone, 2025.

## Récompenses
Leonardo López Luján a obtenu plusieurs récompenses pour ses travaux : 
- le Kayden Humanities Award de l'université du Colorado en 1991.
- le prix Alfonso Caso de l'INAH en 1991, 1998 et 2016.
- le prix du Comité mexicain de sciences historiques en 1992, 1996 et 2007.
- le prix de recherche en sciences sociales de l'Académie mexicaine des Sciences en 2000.
- la bourse de la John Simon Guggenheim Foundation de New York en 2000.
- la bourse Dumbarton Oaks de l'université Harvard en 2005-2006.
- la bourse de l'Institut d'études avancées de Paris en 2013-2014.
- le prix de recherche du Shanghai Archaeology Forum, Académie Chinoise des Sciences Sociales en 2015.
- le Top 10 Discovery of the Year d'Archaeology Magazine (Archaeological Institute of America) en 2017, 2022 et 2023.
- le prix Antonio García Cubas de l'INAH en 2023.
- le Doctorat Honoris Causa en philosophie de l'université de Copenhague en 2023.
- chevalier de l'Ordre national de la Légion d'honneur de la République Française en 2024[3].
- le prix national des arts et des lettres (en histoire, sciences sociales et philosophie) du Mexique en 2024.
- le prix Raymond et Yvonne Lantier de l'Académie des Inscriptions et Belles-Lettres en 2025.
- membre de la British Academy, la Society of Antiquaries of London, El Colegio Nacional, l'Academia Mexicana de la Historia, la Real Academia de la Historia de Madrid, l'American Academy of Arts and Sciences, l'Archaeological Institute of America et l'Académie des Inscriptions et Belles-Lettres.